# 미사일 목록 (용도별)
아래는 미사일 목록을 용도별로 분류한 것이다.

## 대함 미사일
- 3M-54 클럽 (나토명: SS-N-27)
- 88식 지대함 미사일
- 90식 함대함 미사일
- 93식 공대함 미사일
- AGM-84 하푼
- C-602
- Kh-35 (나토명: SS-N-25 스위치블레이드, 일명 하푼스키)
- P-15 테르밋 (나토명: SS-N-2 스틱스)
- SSC-1B(P-35B) 세팔 지대함 미사일
- P-270 모스킷 (나토명: SS-N-22 선번)
- P-500 바잘트 (나토명: SS-N-12 샌드박스)
- P-700 그라닛 (나토명: SS-N-19 쉽렉)
- 배트 미사일
- 브라모스 대함미사일
- 슝펑 순항 미사일
- 시 스쿠아 대함미사일
- 실크웜 미사일
- 엑조세
- 펭귄 대함미사일 (미국명 AGM-119)
- 해성 미사일

## 대공 미사일
- TK-1 스카이보우
- TK-2 스카이보우II
- TK-3 스카이보우III

### 공대공 미사일
- 04식 공대공 미사일
- 69식 공대공 미사일
- 90식 공대공 미사일
- 99식 공대공 미사일
- AAM-2
- AIM-7 스패로우
- AIM-9 사이드와인더
- AIM-54 피닉스
- AIM-120 암람
- AIM-132 아스람
- BVRAAM
- IRIS-T
- MICA
- PL-9
- TC-1 스카이소드
- TC-2 스카이소드II
- 더비 미사일
- 빔펠 R-27 (나토명: AA-10 알라모)
- 빔펠 R-33 (나토명: AA-9 아모스)
- 빔펠 R-73 (나토명: AA-11 아처)
- 빔펠 R-27 (나토명: AA-12 애더)
- 파이톤 5 미사일

### 함대공 미사일
- RIM-7 시 스패로우
- IDAS
- RIM-116 램
- RIM-162 ESSM
- RIM-2 테리어
- RIM-24 타타
- RGM-59 토러스
- RIM-8 탈로스
- 바라크 미사일
- 블러드하운드 SAM
- 스탠더드 미사일
- 시다트 미사일
- 시슬러그 미사일
- 시울프 미사일
- 아스터 미사일

### 지대공 미사일
- 03식 지대공 미사일
- 2K11 크루그 (나토명: SA-4 가네프)
- 2K12 쿠브 (나토명: SA-6 게인풀)
- 81식 지대공 미사일
- 91식 지대공 미사일
- 93식 지대공 미사일
- 9K31 스트렐라-1 (나토명: SA-9 가스킨)
- 9K33 오사 (나토명: SA-8 게코)
- HQ-7
- HQ-9
- KM-SAM
- MEADS
- MIM-14 나이키 허큘리스
- MIM-23 호크
- MIM-72 채퍼랠
- MIM-104 패트리어트
- S-75 (나토명: SA-2 가이드라인)
- S-125 (나토명: SA-3 고아)
- S-200 (나토명: SA-5 감몬)
- S-300 (나토명: SA-10 그럼블)
- S-400 (나토명: SA-21 그라울러)
- 레이피어 대공미사일
- 롤랑 대공미사일
- 밀란 대공미사일
- 애로 미사일
- 예리코 미사일
- 천마 대공미사일
- 크로탈 미사일

### 개인 휴대형 대공 미사일
- 9K32 스트렐라-2 (나토명: SA-7 그래일)
- 9K38 이글라 (나토명: SA-18 그로스)
- FIM-92 스팅어
- 미스트랄 미사일
- 블로우파이프 미사일
- 신궁 미사일
- 스타스트릭 미사일
- 안자 미사일
- 재블린 지대공 미사일

## 지상 공격용 미사일

### 지대지 미사일
- 2K6 루나 (나토명: FROG-3/5)
- 9K52 루나-M (나토명: FROG-7)
- 9K720 이스칸다르 (나토명: SS-26 스톤)
- LGM-30 미니트맨
- LGM-118A 피스키퍼
- LORA
- MGM-52 랜스
- MGM-140 ATACMS
- MR-UR-100 (나토명: SS-17 스팽커)
- OTR-21 토치카 (나토명: SS-21 스캐럽)
- OTR-23 오카 (나토명: SS-23 스파이더)
- RT-2 (나토명: SS-13 새비지)
- RT-20 (나토명: SS-15 스크루지)
- RT-23 몰로뎃  (나토명: SS-24 스칼펠)
- RT-2PM 토폴 (나토명: SS-27 시클)
- UR-100 (나토명: SS-11 세고)
- UR-100N (나토명: SS-19 스틸레토)
- UR-200 (나토명: SS-X-10 스크랙)
- 노동B
- 대포동 1호
- 대포동 2호
- 바부르 순항 미사일
- 백곰 미사일
- 샤하브-1
- 샤하브-2
- 샤하브-3
- 샤하브-4
- 샤하브-5
- 샤하브-6
- 슝펑 순항 미사일
- 스커드 미사일
- 어네스트존
- 프리트비 미사일
- 플루톤 미사일
- 현무 미사일

### 공대지 미사일
- AGM-65 메버릭 (나토명: SS-X-10 스크랙)
- AGM-88 함
- AGM-142 해브냅
- BGM-109 토마호크
- JAGM
- JASSM
- Kh-31 (나토명: AS-17 크립톤)
- SLAM-ER
- 라드 미사일

### 함대지 미사일
- BGM-109 토마호크

### 대전차 미사일
- 01식 대전차 미사일
- 64식 대전차 미사일
- 79식 대전차 미사일
- 87식 대전차 미사일
- 96식 대전차 미사일
- 9K115-2 메티스-M
- AGM-114 헬파이어
- BGM-71 토우
- MGM-166 LOSAT
- TRIGAT-LR
- 스파이크 대전차미사일
- 브리스톤 미사일

### 잠수함 발사
- JL-2
- M4 미사일
- M45 미사일
- M51 미사일
- R-21 (나토명: SS-N-5 샤크/서브)
- R-27 (나토명: SS-N-6 서브)
- R-29 (나토명: SS-N-8 소플라이)
- R-29RMU 시네바 (나토명: SS-N-23 스키프)
- UGM-27 폴라리스
- UGM-73 포세이던
- UGM-96 트라이덴트 I
- UGM-133 트라이덴트 II
- 스카이스피어

### 위성 요격
- 아스터 위성 요격 미사일

## 같이 보기
- 무기 목록